# Così fan tutte
Così fan tutte (titlul original în italiană Così fan tutte, ossia La scuola degli amanti, în română Așa fac toate, sau Școala îndrăgostiților) este o operă în două acte a cărei muzică a fost compusă de Wolfgang Amadeus Mozart pe un libret scris în limba italiană de Lorenzo da Ponte. Are numerotația K 588 în catalogul Köchel.
Premiera absolută a operei a avut loc la Viena, la "Burgtheater", în iunie 1790, sub conducerea muzicală a compozitorului.

## Acțiunea

### Actul I
Tinerii ofițeri Guglielmo si Ferrando se întrec în a lăuda grația și virtuțile logodnicelor lor - surorile Dorabella si Fiordiligi. Prietenul lor mai vârstnic, Don Alfonso, ascultă toată această tiradă cu un aer amuzat și îngaduitor, dar nu pare deloc convins de constanța si fidelitatea în dragoste a celor două logodnice, a femeilor în general. Discuția celor trei este gata sa se transforme într-o cearta serioasa, când Don Alfonso, pus pe glume si farse, ca de obicei, propune o solutie rezonabila. Vor face un pariu: daca într-un timp stabilit cele doua logodnice se vor dovedi credincioase si incoruptibile, Don Alfonso va plati prietenilor mai tineri o pungă cu țechini de aur. Daca nu, va primi el aceasta sumă frumoasa, pe lânga satisfactia de a fi învingator. În acest timp, Dorabella si Fiordiligi îsi amăgesc nerabdarea cu care asteaptă sosirea logodnicilor iubiți, privind portretele acestora. Suspinele lor drăgostoase sunt întrerupte de sosirea lui Don Alfonso care, cu o vădită “strângere de inima”, le comunică trista veste: Guglielmo si Ferrando vor trebui să plece la razboi. Știrea cade ca un trăznet asupra bietelor fete, care se pierd în lacrimi. Conform întelegerii secrete, cei doi logodnici sosesc și ei dupa scurta vreme, pentru a-și lua adio de la iubitele lor. Promisiunile si juramintele prin care se leagă să-si ramână credincioși dau o dovadă în plus pentru dragostea celor patru tineri, care acum urma sa fie pusă la încercare. Tristețea si suferinta celor doua surori nu este înteleasa și nici acceptată de camerista lor - vesela si isteata Despinetta, care le sfătuieste să renunțe la lacrimi, fiindcă nu aduc nici un folos, și nu sunt nici meritate de cele mai multe ori. Preocupat să-și ducă planul cu bine până la capăt, Don Alfonso a câstigat de partea sa pe Despinetta, care, în schimbul unei pungi cu bani, consimte să-i dea tot ajutorul. Astfel, în casa celor două surori sunt introduși doi tineri îmbrăcați excentric. Prezentați de către Don Alfonso drept prietenii lui, tinerii par încântati de cunoștință si nu pregetă să facă declarații de dragoste stapânelor casei. Mai întâi surprinse, apoi intrigate de îndrazneala oaspetilor, Dorabella si Fiordiligi îi resping, demne si cu răceală. În aparență dezamăgiți, cei doi tineri, care nu sunt altii decât Guglielmo si Ferrando deghizati, par încântați de fidelitatea logodnicelor si se vad cu pariul aproape câstigat. Însa Don Alfonso pune la cale o altă încercare. În grădină, în fața celor două surori, tinerii simulează o adevărată disperare din cauza iubirii neîmpărtășite, care îi determină să se otravească. Cu toții intră în panică, iar Despinetta, expeditivă, aleargă să cheme un doctor. Acesta sosește și, uimindu-i pe toti cu știința lui cam bizară, pretinde celor două surori să-i sărute pe tineri, fiindcă numai așa îsi vor reveni. De această rețetă originală numai Don Alfonso nu se miră, pentru că numai el știa că medicul era de fapt Despinetta travestită.

### Actul II
Despinetta dorește să-și convingă stapânele că tinerii străini îndragostiți de ele merită mai multă atenție, iar o femeie trebuie întotdeauna să știe să se facă ascultată si iubită. Drăgălașele fete ajung pâna la urma la concluzia ca admiratorii lor nu sunt lipsiti de farmec si astfel fiecare alege pe cel preferat, care în realitate era logodnicul celeilalte. În amurgul blând care învaluie gradina, Dorabella, ascultând cuvintele de dragoste ale lui Guglielmo, este aproape convinsă de sinceritatea sentimentelor lui. Medalionul pe care i-l daruiește, si care simbolizează inima îndragostită a tânarului, o cucerește definitiv. În semn de afecțiune, ea îi oferă portretul logodnicului plecat. Compătimindu-l pe Ferrando înșelat de logodnică, Guglielmo ia lucrurile mai ușor, încercând să nu facă o tragedie din aceasta întâmplare. Fiordiligi, logodnica lui Guglielmo, care fusese mai ferma si mai greu de convins, se lasă până la urmă și ea cucerită de insistențele tandre ale lui Ferrando. Si pentru ca farsa să aiba un punct culminant, Don Alfonso pregatește numaidecât celebrarea căsătoriei dintre cele doua surori si noii lor pretendenți. Este adus notarul, care întocmește actele așa de bine, încât nimeni nu-și dă seama ca este tot Despinetta travestită. Dar, tocmai când urma sa fie semnate contractele de căsătorie, de afară răzbat glasuri care anunță reîntoarcerea din război a celor doi logodnici trădați. Teama si panica îi cuprind pe toti, iar în învălmășeala produsă Guglielmo si Ferrando reusesc sa se strecoare afară, unde îsi schimbă costumele, ca peste câteva momente să apară, spre uimirea și încurcătura mireselor. Ca întotdeauna, la momentul potrivit intervine însa Don Alfonso. El reușește să-i împace pe tineri, după ce le dăduse o lecție, sfătuindu-i că-i bine să știi să iei lucrurile așa cum sunt. În definitiv, “cosi fan tute” (“așa fac toate”).